# Leptotrichum mexicanum
Leptotrichum mexicanum là một loài rêu trong họ Ditrichaceae. Loài này được Schimp. ex Besch. mô tả khoa học đầu tiên năm 1872.